# The Smashing Pawns Bieles
The Smashing Pawns Bieles – luksemburski klub szachowy z siedzibą w Belvaux.

## Historia
Klub został założony w 2010 roku. W sezonie 2010/2011 zadebiutował w Division 2, uzyskując awans. W kolejnym sezonie awansowano do Promotion d′Honneur. W 2013 roku klub awansował do Division Nationale. W tym samym roku zespół zadebiutował w Pucharze Europy, zajmując 31. pozycję. W inauguracyjnym sezonie w najwyższej lidze Luksemburga klub zajął trzecie miejsce, za CE Dudelange i De Sprénger Echternach. W Pucharze Europy natomiast zespół uzyskał 32. miejsce. W latach 2015–2016 ponownie klub zajął trzecie miejsce w krajowej lidze. W 2016 roku w Pucharze Europy zespół odniósł cztery wygrane (m.in. z wyżej notowanym K Gentse SRL) i zajął 26. miejsce w końcowej klasyfikacji. W sezonie 2016/2017 The Smashing Pawns zdobył wicemistrzostwo kraju, ulegając jedynie Gambitowi Bonnevoie. W 2021 roku klub nie przystąpił do rozgrywek ligowych.